# Тејково
Тејково (рус. Тейково) град је у Русији у Ивановској области.

## Становништво
| 1939.  | 1959.  | 1970.  | 1979.  | 1989.  | 2002.  | 2010.  |
| ------ | ------ | ------ | ------ | ------ | ------ | ------ |
| 27.295 | 28.298 | 41.607 | 34.677 | 38.126 | 36.686 | 34.993 |